# Kellenhusen
Kellenhusen is een gemeente in de Duitse deelstaat Sleeswijk-Holstein. De gemeente maakt deel uit van de Kreis Oost-Holstein.
Kellenhusen telt 1.156 inwoners.

## Geografie en verkeer
Kellenhusen is een kuurord aan de Oostzee, ongeveer 18 km noordoostelijk van Neustadt in Holstein, en 16 km (in vogelvlucht) zuidoostelijk van Oldenburg in Holstein.
De plaats ligt in het landschap Wagrien tussen bos en Oostsee aan de Lübecker Bucht tussen Grömitz en Dahme.
Westelijk van Kellenhusen loopt de Bundesstraße 501 van Neustadt naar Fehmarn. Het dichtstbijzijnde spoorwegstation is Lensahn aan de Spoorlijn Puttgarden–Lübeck. Er zijn busverbindingen met Neustadt, Grube, Dahme, Oldenburg (Holstein) en Heiligenhafen.
Ahrensbök ·
Altenkrempe ·
Bad Schwartau ·
Beschendorf ·
Bosau ·
Dahme ·
Damlos ·
Eutin ·
Fehmarn ·
Göhl ·
Gremersdorf ·
Grömitz ·
Großenbrode ·
Grube ·
Harmsdorf ·
Heiligenhafen ·
Heringsdorf ·
Kabelhorst ·
Kasseedorf ·
Kellenhusen ·
Lensahn ·
Malente ·
Manhagen ·
Neukirchen ·
Neustadt in Holstein ·
Oldenburg in Holstein ·
Ratekau ·
Riepsdorf ·
Scharbeutz ·
Schashagen ·
Schönwalde am Bungsberg ·
Sierksdorf ·
Stockelsdorf ·
Süsel ·
Timmendorfer Strand ·
Wangels